# MySQLi
MySQLi (MySQL Improved) is een relationele database-adapter voor PHP om een interface te bieden naar MySQL-databases. Het vervangt de verouderde MySQL-adapter die vanaf PHP6 (nooit publiekelijk uitgekomen) niet meer ondersteund wordt. Vanaf MySQL Server 4.1.3 wordt aangeraden om MySQLi te gebruiken in plaats van de verouderde MySQL-adapter.

## Alternatieven
Alternatieve api's/interfaces zijn:
- MySQL-extensie
- mysqli-extensie
- PHP Data Objects (PDO)

## Wijzigingen
MySQLi heeft enkele belangrijke wijzigingen tegenover de oude MySQL-implementatie, waaronder:
- Objectgeoriënteerde interface
- Ondersteuning voor prepared statements (STMT) en multiple statements
- Transacties worden ondersteund
- Verbeterde debugmogelijkheden
- Embedded server-ondersteuning
- Meer mogelijkheden